# Sherman (Dakota del Sur)
Sherman es un pueblo ubicado en el condado de Minnehaha en el estado estadounidense de Dakota del Sur. En el Censo de 2010 tenía una población de 78 habitantes y una densidad poblacional de 116,73 personas por km².

## Geografía
Sherman se encuentra ubicado en las coordenadas 43°45′27″N 96°28′33″O / 43.75750, -96.47583. Según la Oficina del Censo de los Estados Unidos, Sherman tiene una superficie total de 0.67 km², de la cual 0.67 km² corresponden a tierra firme y (0.39%) 0 km² es agua.

## Demografía
Según el censo de 2010, había 78 personas residiendo en Sherman. La densidad de población era de 116,73 hab./km². De los 78 habitantes, Sherman estaba compuesto por el 100% blancos, el 0% eran afroamericanos, el 0% eran amerindios, el 0% eran asiáticos, el 0% eran isleños del Pacífico, el 0% eran de otras razas y el 0% pertenecían a dos o más razas. Del total de la población el 0% eran hispanos o latinos de cualquier raza.